# Botevgrad
Botevgrad (bulgare: Ботевград) est une ville du nord-ouest de la Bulgarie, au pied de la chaîne des Balkans. Elle est nommée en l'honneur du révolutionnaire bulgare du XIXe siècle Hristo Botev.
La ville est située dans l'oblast de Sofia à 47 km au Nord-Est de la capitale. Botevgrad se trouve sur une des routes principales traversant la chaîne des Balkans (Passage Vitinya) qui relie le Sud de la Bulgarie avec le Nord.
L'ancien nom de la ville (avant la Libération de la Bulgarie) était « Орхание » (Orhanié) venant du nom d'Orhan, second sultan de l'empire Ottoman.

## Enseignement
- École supérieure internationale de commerce.

## Personnalités
- Marian Hristov, footballeur
- Ivan Gavalugov, joueur de basket-ball puis maire de cette ville où il est né
- Marijana Nikołowa, femme politique